# Familia Simpson (sezonul 2)
Al doilea sezon al serialului de televiziune Familia Simpson a fost difuzat pentru prima dată pe rețeaua Fox între 11 octombrie 1990 și 11 iulie 1991. Acesta conține 22 de episoade, primul episod fiind „Bart Gets an „F”⁠(d)” și ultimul „Blood Feud⁠(d)”. Producătorii executivi pentru cel de-al doilea sezon de producție au fost Matt Groening, James L. Brooks și Sam Simon⁠(d). A fost produs de Gracie Films⁠(d) și 20th Century Fox Television⁠(d). Setul DVD a fost lansat pe 6 august 2002 în Regiunea 1, 8 iulie 2002 în Regiunea 2 și în septembrie 2002 în Regiunea 4. Episodul „Homer vs. Lisa and the 8th Commandment⁠(d)” a câștigat un Primetime Emmy pentru cel mai bun serial animat⁠(d) și a fost nominalizat la categoria „cel mai bun sunet într-un serial de comedie sau episod special”.

## Producție
„Two Cars in Every Garage and Three Eyes on Every Fish⁠(d)” a fost primul episod produs pentru acest sezon, dar „Bart Gets an „F””a fost difuzat înaintea sa, deoarece Bart era personajul popular în acea perioadă și producătorii doreau ca sezonul să înceapă cu un episod care să-l aibă ca protagonist. Al doilea sezon a prezentat un nou generic de deschidere⁠(d), a cărui durată inițială era de 90 de secunde. În timp ce genericul primului sezon îl prezenta pe Bart furând un indicator de oprire, în al doilea acesta se deplasează pe skateboard printre mai multe personaje introduse în sezonul precedent. Au existat trei generice diferite începând cu acest sezon: o versiune completă de 75 de secunde, o versiune de 45 de secunde și una de 25 de secunde. Acest lucru le-a oferit editorilor mai multă libertate de creație.
Mark Kirkland⁠(d) și Jim Reardon⁠(d) au devenit noii regizori ai serialului, iar Jeff Martin și David M. Stern⁠(d) s-au alăturat echipei de scenariști.

## Distribuție
Sezonul a introdus mai multe personaje secundare noi, inclusiv Primarul Quimby⁠(d), Kang și Kodos⁠(d), Maude Flanders⁠(d), Bill și Marty⁠(d), Dr. Hibbert⁠(d), Roger Meyers, Jr.⁠(d), Sideshow Mel⁠(d), Lionel Hutz, Dr. Nick Riviera⁠(d), Blue Haired Lawyer⁠(d), Rainier Wolfcastle⁠(d), Troy McClure, Groundskeeper Willie, Hans Moleman⁠(d), Profesorul Frink⁠(d), Snake⁠(d) și Jeff Albertson⁠(d).

### Personaje principale

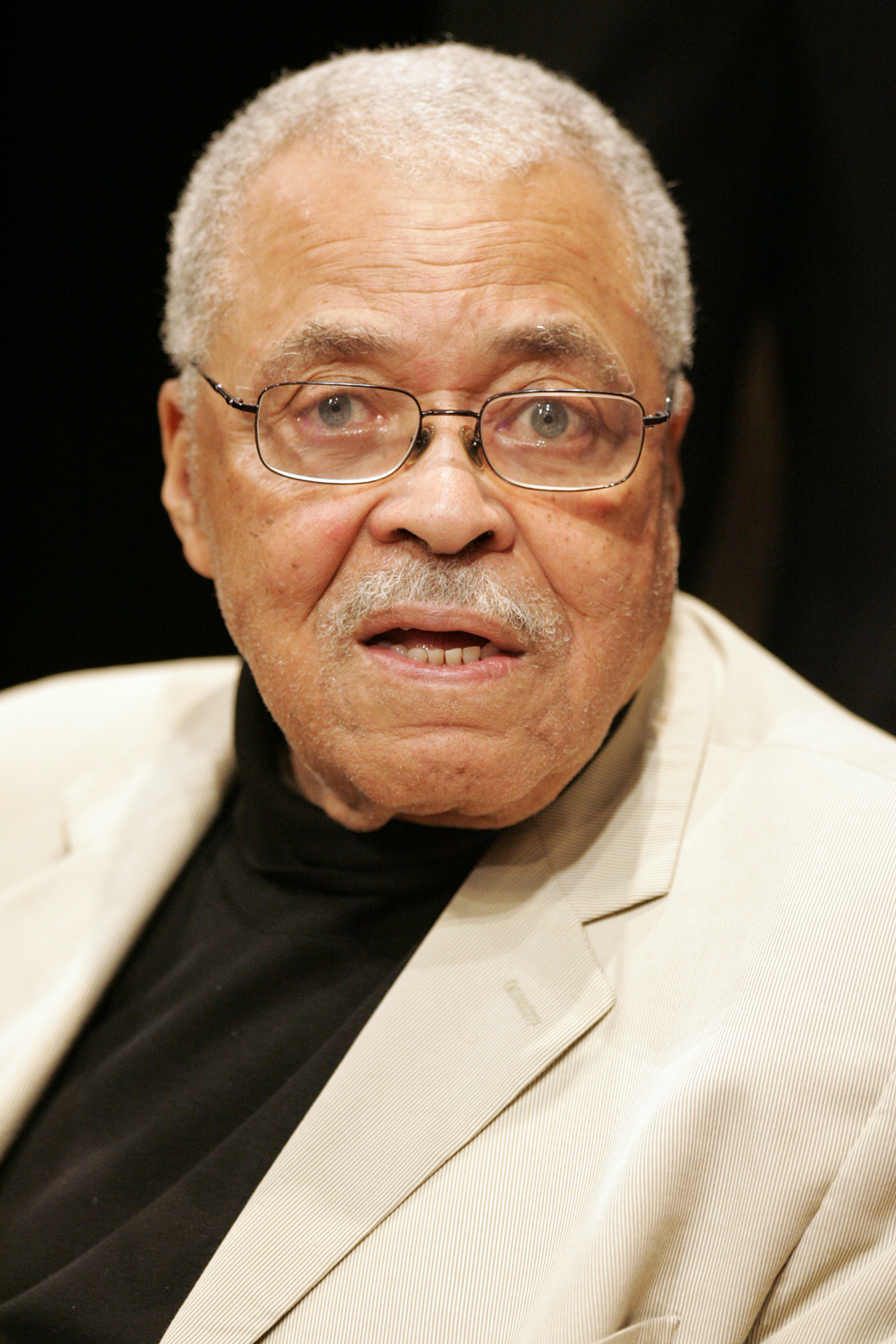
James Earl Jones a fost invitat să apară în primul episod "" al serialului.

- James Earl Jones a fost invitat să apară în primul episod "Treehouse of Horror⁠(d)" al serialului.Dan Castellaneta - Homer Simpson, Abraham Simpson, Krusty the Clown⁠(d), Groundskeeper Willie, Troy McClure⁠(d), Barney Gumble⁠(d) și alte personaje
- Julie Kavner⁠(d) - Marge Simpson, Patty Bouvier⁠(d), Selma Bouvier⁠(d) și alte personaje
- Nancy Cartwright - Bart Simpson, Nelson Muntz⁠(d), Ralph Wiggum⁠(d) și alte personaje
- Yeardley Smith⁠(d) - Lisa Simpson
- Harry Shearer⁠(d) - Montgomery Burns, Waylon Smithers⁠(d), Ned Flanders⁠(d), Seymour Skinner⁠(d), Lenny Leonard⁠(d), Kent Brockman⁠(d) și Timothy Lovejoy⁠(d)
- Hank Azaria - Moe Szyslak⁠(d), Clancy Wiggum⁠(d), profesorul Frink, Carl Carlson, Jeff Albertson și Apu⁠(d)

### Personaje secundare
- Pamela Hayden⁠(d) - Milhouse van Houten, Jimbo Jones
- Maggie Roswell⁠(d) - Maude Flanders, Helen Lovejoy și domnișoara Hoover
- Russi Taylor - Martin Prince, Sherri și Terri
- Tress MacNeille⁠(d) - doamna Bloomenstein, Kim și Davey
- Marcia Wallace⁠(d) - Edna Krabappel
- Jon Lovitz - Artie Ziff și profesorul Lombardo
- Jo Ann Harris⁠(d) - personaje minore

### Invitați
- Phil Hartman⁠(d) - Troy McClure, Lionel Hutz, Moise, Platon și alte personaje
- Harvey Fierstein - Karl  („Simpson and Delilah”)
- James Earl Jones în rolul motorului, Serak Pregătitorul și naratorul poemului „Corbul” („Treehouse of Horror⁠(d)”)
- Tony Bennett - Tony Bennett („Dancin' Homer⁠(d)”)
- Tom Poston⁠(d) - Capital City Goofball („Dancin' Homer”)
- Daryl L. Coley⁠(d) - „Bleeding Gums” Murphy („Dancin’ Homer”)
- Ken Levine⁠(d) - Dan Horde („Dancin' Homer”)
- Greg Berg - Rory („Bart vs. Thanksgiving⁠(d)”)
- Alex Rocco - Roger Meyers, Jr.  (Itchy & Scratchy & Marge⁠(d))
- Larry King - Larry King  („One Fish, Two Fish, Blowfish, Blue Fish⁠(d)”)
- George Takei - Akira Kurosawa  („One Fish, Two Fish, Blowfish, Blue Fish ”)
- Danny DeVito - Herb Powell⁠(d)  („Oh Brother, Where Art Thou?⁠(d)”)
- Tracey Ullman⁠(d) - Emily Winthrop și Sylvia Winfield („Bart's Dog Gets an "F"⁠(d)”)
- Frank Welker⁠(d) - voci de animale  („Bart's Dog Gets an "F"”)
- Audrey Meadows⁠(d) - Beatrice „Bea” Simmons („Old Money⁠(d)”)
- Ringo Starr - Ringo Starr  („Brush with Greatness⁠(d)”)
- Dustin Hoffman - Dl. Bergstrom  (menționat sub numele Sam Etic) („Lisa's Substitute⁠(d)”)
- Cloris Leachman - Doamna Glich  („Three Men and a Comic Book⁠(d)”)
- Daniel Stern - Bart (versiunea matură) („Three Men and a Comic Book”)

## Recepție

### Audiență
Datorită succesului obținut de primul sezon, Fox a decis să mute Familia  Simpson din programul său de duminică seara pe 23 august 1990. Fox a început să difuzeze serialul în zilele de joi alături de noul sticom Babes⁠(d) și drama pentru adolescenți Beverly Hills 90210, intrând în concurență cu celelalte rețele de televiziune.
Familia Simpson a început să fie difuzată de la ora 20:00, intrând în competiție directă cu una dintre cele mai populare emisiuni de televiziune ale perioadei - The Cosby Show. Mulți dintre producători, inclusiv James L. Brooks, s-au împotrivit deciziei, deoarece era printre cele mai vizionate 10 seriale duminicale și considerau că mutarea va afecta ratingul serialului. Pe parcursul verii anului 1990, au fost publicate numeroase știri despre presupusa rivalitate dintre Bill și Bart. În acea perioadă, NBC avea 208 posturi de televiziune, iar Fox doar 133.
„Bart Gets an "F"” a fost primul episod difuzat la aceeași oră cu The Cosby Show, având o medie de rating Nielsen de 18.4 și 29% din audiență. Conform ratingurilor săptămânale, a terminat în spatele serialului The Cosby Show, care a avut un rating de 18.5. Cu toate acestea, se estimează că 33.6 milioane de telespectatori au văzut episodul, devenind astfel cel mai vizionat serial în materie de audiență în acea săptămână. La acea vreme, a fost cel mai vizionat episod din istoria companiei Fox. În săptămâna următoare, „Simpson and Delilah⁠(d)” a avut un rating de 16.2 și o cotă de 25%, în timp ce Cosby Show a reușit să-și mențină ratingul de 18.5. Cu toate acestea, în materie de telespectatori, Familia Simpson a obținut din nou primul loc cu 29.9 milioane de telespectatori.
Săptămâna următoare, episodul „Treehouse of Horror⁠(d)” a scăzut în rating, terminând pe locul 24. Noile episoade ale serialului The Cosby Show le-au depășit de fiecare dată pe cele ale Familiei Simpson pe durata celui de-al doilea sezon, iar serialul a ieșit din lista primelor zece seriale în materie de audiență.
„Three Men and a Comic Book⁠(d)” a fost singurul episod care a învins The Cosby Show, acesta fiind clasat pe locul 23 în clasamentele săptămânale, iar reluarea The Cosby Show pe locul 26. La sfârșitul sezonului, Cosby a fost al cincilea cel mai bine cotat serial de televiziune, în timp ce Familia Simpson a ocupat locul 38. Abia odată cu episodul „Homer at the Bat⁠(d)” al celui de-al treilea sezon, Familia Simpson a reușit să învingă The Cosby Show în materie de audiență. Serialul a continuat să fie difuzat în zilele de joi până în al șaselea sezon.

### Recenzii
Al doilea sezon din Familia Simpson a primit recenzii pozitive. Pe Rotten Tomatoes, sezonul are un rating de aprobare de 100% bazat pe 8 recenzii critice. Pe siteul Metacritic, sezonul a obținut nota 92/100 în baza a șapte recenzii.
La cea de-a 7-a ediție anuală a Premiilor Television Critics Association, cel de-al doilea sezon al serialului a fost nominalizat la categoria „Outstanding Achievement in Comedy”, dar a pierdut în fața lui Murphy Brown.

## Episoade
| 14 | 1  | „Bart Gets an 'F'⁠(d)”                                   | David Silverman | David M. Stern                  | 11 octombrie 1990 | 7F03 | 33.6 |
| Amenințat că va rămâne repetent dacă pică următorul test, Bart încearcă să-l convingă pe Martin Prince, cel mai bun elev din clasa sa, să-l ajute, însă planul său dă greș. În noaptea următoare, un viscol lovește orașul Spingfield, iar cursurile școlare sunt anulate, Bart având șansa să se pregătească peste următorul test. Deși depunde eforturi imense, Bart pică din nou testul. Dezamăgit de rezultat, acesta începe să plângă și menționează în același timp un eveniment istoric obscur; doamna Krabappel este impresionată și îi oferă un punct în plus, suficient cât să treacă testul. |    |                                                         |                 |                                 |                   |      |      |
| 15 | 2  | „Simpson and Delilah"                                   | Rich Moore      | Jon Vitti                       | 18 octombrie 1990 | 7F02 | 29.9 |
| Homer descoperă o nouă formulă minune pentru creșterea părului numită Dimoxinil și completează în mod fraudulos mai multe contracte de asigurare, obligându-și angajatorul să plătească pentru medicament. Acesta se trezește peste noapte cu capul plin de păr, este promovat în altă funcție la centrala nucleară din Springfield și își angajează un secretar pe nume Karl. Totuși, asistentul domnului Burns, Waylon Smithers, privește cu invidie noua relație dintre Homer și Burns. După mai multe verificări, acesta descoperă că Homer a completat fraudulos documentele de asigurare. Smithers încearcă să-l concedieze pe Homer, dar Karl susține că el a completat formularele și este concediat în locul său. Bart varsă Dimoxinilul rămas, iar Homer își pierde din nou părul. Din nou chel, acesta nu reușește să-i impresioneze pe membrii consiliului de administrației și este retrogradat în vechea sa funcția. |    |                                                         |                 |                                 |                   |      |      |
| 16 | 3  | „Treehouse of Horror⁠(d)"                                | Wes Archer      | John Swartzwelder               | 25 octombrie 1990 | 7F04 | 27.4 |
| 16 | 3  | „Treehouse of Horror⁠(d)"                                | Rich Moore      | Jay Kogen & Wallace Wolodarsky  | 25 octombrie 1990 | 7F04 | 27.4 |
| 16 | 3  | „Treehouse of Horror⁠(d)"                                | David Silverman | Edgar Allan Poe & Sam Simon     | 25 octombrie 1990 | 7F04 | 27.4 |
| Într-un episod antologic de Halloween, Bart și Lisa spun povești înfricoșătoare. - „Bad Dream House”: Bart povestește cum familia Simpson se mută într-o casă bântuită construită pe un cimitir amerindian. După ce casa este criticată de Marge, aceasta preferă să se autodistrugă decât să trăiască împreună cu ei. - „Hungry Are the Damned”: În cealaltă poveste relatată de Bart, familia Simpson este răpită de extratereștri și transportată pe planeta Rigel IV pentru un festin. Lisa privește cu suspiciune intențiile extratereștrilor, fiind convinsă că Simpsonii urmează să fie gătiți. La auzul acestor dezvăluiri, extratereștrii Kang și Kodos se simt jigniți și îi returnează pe Pământ. - „The Raven”: Lisa recită poezia lui Edgar Allen Poe; Homer apare în rolul naratorul, iar Bart este corbul. |    |                                                         |                 |                                 |                   |      |      |
| 17 | 4  | „Two Cars in Every Garage and Three Eyes on Every Fish" | Wes Archer      | Sam Simon & John Swartzwelder   | 1 noiembrie 1990  | 7F01 | 26.1 |
| După ce Bart pescuiește un pește cu trei ochi într-un râu situat în apropiere de centrala nucleară Springfield, uzina este supusă unei inspecții și se constată că există 342 de încălcări ale normelor de protecție a muncii. Soluționarea acestora implică cheltuirea a 56 de milioane de dolari. În încercarea de a preveni închiderea centralei, Dl. Burns decide să candideze la funcția de guvernator. După o campanie dificilă în care Burns ajunge în sondaje la egalitate cu Mary Bailey, guvernatorul în exercițiu, organizatorii campaniei sale decid că Burns trebuie să ia cina cu familia unui angajat de față cu reporterii în noaptea de dinaintea alegerilor. Odată ajuns în casa familiei Simpson, Marge îi oferă lui Burns peștele cu trei ochi; acesta nul poate mânca și pierde alegerile. |    |                                                         |                 |                                 |                   |      |      |
| 18 | 5  | "Dancin' Homer"                                         | Mark Kirkland   | Ken Levine & David Isaacs       | 8 noiembrie 1990  | 7F05 | 26.1 |
| După ce Homer este ales mascotă a echipei de baseball Springfield Isotopes, acesta devine foarte popular în rândul fanilor, iar Isotopes încep să câștige meciuri. Prin urmare, lui Homer i se oferă șansa să devină mascota a echipei din Capital City. Familia Simpson se mută în oraș, dar Homer nu reușește să cucerească mulțimea de fani, iar aceștia revin în cele din urmă în Springfield. |    |                                                         |                 |                                 |                   |      |      |
| 19 | 6  | „Dead Putting Society"                                  | Rich Moore      | Jeff Martin                     | 15 noiembrie 1990 | 7F08 | 25.4 |
| Ned Flanders îl invită pe Homer să servească o bere în casa sa. Invidios pe frumoasa locuință a veciunului său, Homer devine agresiv. Flanders îl alungă din casă, dar regretă ulterior decizia și își dorește să redevină prieteni. Când se întâlnesc într-un parc de minigolf⁠(d), Bart și Todd, fiul lui Flanders, decid să participe la o competiție. Homer este convins că Bart va câștiga și îi propune lui Ned următorul pariu: tatăl celui învins va tunde gazonul câștigătorului îmbrăcat în rochia soției sale. În ziua concursului, Bart și Todd ajung în finală, dar decid să termine la egalitate, iar ambii părinți sunt obligați să respecte pariul. |    |                                                         |                 |                                 |                   |      |      |
| 20 | 7  | „Bart vs. Thanksgiving"                                 | David Silverman | George Meyer                    | 22 noiembrie 1990 | 7F07 | 25.9 |
| Acuzat că a distrus Ziua Recunoștinței, Bart fuge de acasă și își petrece timpul alături de câțiva oameni fără adăpost într-o cantină pentru săraci⁠(d). În cele din urmă, Bart revine acasă cu intenția de a-și cere scuze, dar decide în ultimul moment să urce pe acoperișul casei și să rămână acolo. După ce o aude pe Lisa plângând, acesta îi cere scuze, iar familia se reunește la cină. |    |                                                         |                 |                                 |                   |      |      |
| 21 | 8  | „Bart the Daredevil"                                    | Wes Archer      | Jay Kogen & Wallace Wolodarsky  | 6 decembrie 1990  | 7F06 | 26.2 |
| Familia Simpson participă la un raliu de monster trucks la care este prezent celebrul cascador Lance Murdock. Bart este impresionat de salturile sale și își dorește să devină cascador. În încercarea de a-l imita pe Murdock, Bart se accidentează și ajunge la spital. Părinții săi și doctorul Hibbert vor să-l convingă să renunțe la cascadorii, însă fără noroc. Bart decide să sară peste defileul din Spingfield, dar Homer îi descoperă planul și îl oprește înainte să-și pună planurile în aplicare. Totuși, Homer însuși sare fără să vrea peste defileu, însă nu reușește să ajungă pe celălalt versant. |    |                                                         |                 |                                 |                   |      |      |
| 22 | 9  | „Itchy & Scratchy & Marge"                              | Jim Reardon     | John Swartzwelder               | 20 decembrie 1990 | 7F09 | 22.2 |
| După ce Maggie îl atacă pe Homer cu un ciocan, Marge este convinsă că emisiunea pentru copii The Itchy & Scratchy Show⁠(d) o influențează negativ. Aceasta înființează organizația S.N.U.H. (Springfieldians for Nonviolence, Understanding, and Helping) și militează împotriva serialului. În cele din urmă, Marge îi convinge pe scriitori să modifice scenariul și să introducă mai puține scene violente. Între timp, celebra sculptură David a artistului Michelangelo este prezentată în diverse orașe americane, însă membrii S.N.U.H. se împotrivesc expunerii sale în Springfield. Totuși, Marge declară că admiră statuia și refuză să prostesteze, conștientizând că este greșit să cenzuri doar anumite forme de artă. |    |                                                         |                 |                                 |                   |      |      |
| 23 | 10 | „Bart Gets Hit by a Car"                                | Mark Kirkland   | John Swartzwelder               | 10 ianuarie 1991  | 7F10 | 24.8 |
| În timp ce practică skateboardingul⁠(d) prin oraș, Bart este lovit de mașina domnului Burns. La spital, avocatul Lionel Hutz îi propune familiei Simpson să îi intenteze un proces lui Burns pentru a obține daune materiale uriașe. Homer este de acord, iar Hutz îi duce pe Bart la cabinetul Dr. Nick Riviera⁠(d) pentru un nou control medical, însă Marge privește cu suspiciune întreaga situație. Aceasta nu vrea să-l dea în judecată pe Burns, însă și-ar dori ca acesta să-și ceară scuze și să achite facturile medicale ale fiului său. Burns află în cele din urmă despre suspectul doctor Riviera și Marge este chemată să depună mărturie în timpul procesului; ea refuză să mintă, iar declarațiile ei duc la pierderea procesului. |    |                                                         |                 |                                 |                   |      |      |
| 24 | 11 | „One Fish, Two Fish, Blowfish, Blue Fish"               | Wes Archer      | Nell Scovell                    | 24 ianuarie 1991  | 7F11 | 24.2 |
| Familia Simpson cinează într-un bar de sushi, iar Homer, încântat de sortimentele de mâncare din meniu, decide să mânânce un pește fugu⁠(d), potențial fatal dacă nu este preparat corespunzător. Homer află ulterior că peștele nu a fost gătit cum trebuie și este trimis la spital; acolo i se aduce la cunoștință că mai are doar 22 de ore de trăit. Acesta alcătuiește o listă cu lucrurile pe care își dorește să le facă înainte de moarte și își petrece ultima zi alături de tatăl său și de copii. Homer își acceptă soartă, dar se dovedește în cele din urmă că nu a fost otrăvit și jură că se va bucura de viață. |    |                                                         |                 |                                 |                   |      |      |
| 25 | 12 | „The Way We Was"                                        | David Silverman | Al Jean, Mike Reiss & Sam Simon | 31 ianuarie 1991  | 7F12 | 26.8 |
| În primul episod flashback din Familia Simpson, Marge le povestește copiilor săi cum l-a întâlnit pe Homer la liceu în 1974. Cei doi s-au întâlnit pentru prima dată în timpul unei ore de detenție, iar Homer a încercat s-o convingă să-l însoțească la bal⁠(d). Deși acceptă invitația, aceasta participă la bal cu Artie Ziff⁠(d). În cele din urmă, Marge regretă decizia și dezvăluie că s-a îndrăgostit de Homer. |    |                                                         |                 |                                 |                   |      |      |
| 26 | 13 | „Homer vs. Lisa and the 8th Commandment"                | Rich Moore      | Steve Pepoon                    | 7 februarie 1991  | 7F13 | 26.2 |
| Homer își instalează ilegal televiziune prin cablu. Deși membrii familiei Simpson profită de numeroasele canale la care au acces, Lisa este tulburată de faptul că tatăl său încalcă poruncile divine. Când pastorul Lovejoy⁠(d) îi dă dreptate, Lisa refuză să mai urmărească emisiunile televizate. Mai târziu, Homer își invită prietenii să urmărească un meci de box, dar protestul Lisei îl mâhnește și decide să renunțe la cablu. |    |                                                         |                 |                                 |                   |      |      |
| 27 | 14 | „Principal Charming"                                    | Mark Kirkland   | David M. Stern                  | 14 februarie 1991 | 7F15 | 23.9 |
| Homer și Marge încearcă să-i găsească Selmei un soț. Între timp, Bart are probleme la școală, iar tatăl său este chemat în biroul directorului Skinner. Homer realizează că Skinner ar fi partenerul perfect pentru Selma și îl învită la cină. Totuși, după ce ajunge în casa familiei Simpson, Skinner se îndrăgostește de Patty, sora lui Selma. Cei doi încep să meargă la numeroase întâlniri, iar Skinner o cere în cele din urmă în căsătorie. Patty îl refuză însă, fiind mult prea atașată de sora sa. |    |                                                         |                 |                                 |                   |      |      |
| 28 | 15 | „Oh Brother, Where Art Thou?⁠(d)"                        | Wes Archer      | Jeff Martin                     | 21 februarie 1991 | 7F16 | 26.8 |
| Bunicul îi mărturisește lui Homer că are un frate vitreg, iar acesta încearcă imediat să-i dea de urmă. Homer descoperă ulterior că fratele său este Herb Powell⁠(d), directorul unei fabrici de mașini din Detroit. Herb se atașează repede de Bart și Lisa, iar lui Homer i se oferă șansa să proiecteze o mașină dedicată omului de rând. Designul său este însă catastrofal, iar fabrica lui Herb dă faliment. |    |                                                         |                 |                                 |                   |      |      |
| 29 | 16 | „Bart's Dog Gets an 'F'"                                | Jim Reardon     | Jon Vitti                       | 7 martie 1991     | 7F14 | 23.9 |
| Enervat peste măsură de distrugerile cauzate de Santa's Little Helper⁠(d), câinele faimiliei, Homer dorește să-l alunge din casă. Bart, Lisa și Maggie nu vor însă să-l gonească și promit că-l vor dresa. Santa's Little Helper nu se descurcă la cursurile de dresaj, deoarece Bart nu este dispus să utilizeze o lesă⁠(d). Cu o seară înainte de examenul final, Bart se joacă împreună cu câinele său, convins acesta nu va trece ultimul test și va fi alungat. Totuși, în timp ce se joacă, Santa's Little Helper începe să înțeleagă ordinele lui Bart, iar a doua zi reușește să treacă examenul. |    |                                                         |                 |                                 |                   |      |      |
| 30 | 17 | „Old Money⁠(d)"                                          | David Silverman | Jay Kogen & Wallace Wolodarsky  | 28 martie 1991    | 7F17 | 21.2 |
| Bunicul se îndrăgostește de Bea Simmons, o femeie bogată din caminul său de bătrâni. Deși își dorește să participe la ziua ei de naștere, acesta este obligat de Homer să-l însoțească. Bea moare în noaptea următoare, iar bunicul îl consideră vinovat pe Homer, deoarece nu a putut fi alături de ea în ultimele sale clipe din cauza lui. După înmormântare, bunicul primește averea ei de 106.000 de dolari. Mai târziu, fantoma Beei i se arată și îi cere să-l ierte pe Homer și să investească banii într-o cauză nobilă. |    |                                                         |                 |                                 |                   |      |      |
| 31 | 18 | „Brush with Greatness"                                  | Jim Reardon     | Brian K. Roberts                | 11 aprilie 1991   | 7F18 | 20.6 |
| După ce descoperă câteva tablouri vechi pictate pentru Ringo Starr, Marge decide să urmeze un curs de artă la Springfield Community College. Aceasta demonstrează că este talentată și câștigă expoziția de artă organizată în cadrul colegiului. În același timp, Dl. Burns își dorește un portret pentru aripa Burns a Muzeului de Artă din Springfield și îi cere lui Marge să-l picteze. Deși se lovește de nenumărate dificultăți la început, aceasta decide să-l pictureze nud și să scoată în evidență trupul său fragil. Toată lumea, inclusiv Burns, laudă opera lui Marge. |    |                                                         |                 |                                 |                   |      |      |
| 32 | 19 | „Lisa's Substitute"                                     | Rich Moore      | Jon Vitti                       | 25 aprilie 1991   | 7F19 | 17.7 |
| Când domnișoara Hoover este suspectă de boala Lyme, aceasta este înlocuită de profesorul suplinitor Bergstrom. În timpul cursurilor, Lisa începe să-l simpatizeze datorită metodelor sale de predare ieșite din comun. Între timp, Bart candidează împotriva lui Martin Prince pentru funcția de președinte al clasei , dar pierde, deoarece doar Martin și unul dintre susținătorii săi și-au exprimat votul. |    |                                                         |                 |                                 |                   |      |      |
| 33 | 20 | „The War of the Simpsons"                               | Mark Kirkland   | John Swartzwelder               | 2 mai 1991        | 7F20 | 19.7 |
| După ce consumă băuturi alcoolice peste măsură la o petrecere organizată în casa lor, Homer este obligat de Marge să participe la sedințe de terapie de cuplu organizate de pastorul Lovejoy într-o cabană izolată. Când descoperă că aceasta este situată lângă lacul Catfish, Homer își pregătește echipamentul de pescuit. A doua zi, acesta iese pe furiș din cameră pentru a merge la pescuit, însă Marge îl surprinde și îi spune că nu-i pasă de căsnicia lor. În timp ce se plimbă pe doc, Homer găsește o undiță abandonată. În următorul moment, acesta este tras într-o barcă de celebrul somn „Generalul Sherman” și se trezește în mijlocul lacului. Homer reușește să prindă peștele, dar când o vede pe Marge supărată, acesta îi dă drumul pentru a-i demonstra că încă o iubește. |    |                                                         |                 |                                 |                   |      |      |
| 34 | 21 | „Three Men and a Comic Book"                            | Wes Archer      | Jeff Martin                     | 9 mai 1991        | 7F21 | 21.0 |
| Bart, Milhouse și Martin Prince cumpără împreună primul număr al revistei de benzi desenate Radioactive Man⁠(d). Cei trei nu sunt dispuși să păstreze în comun revista și în cele din urmă ajung să o distrugă. |    |                                                         |                 |                                 |                   |      |      |
| 35 | 22 | „Blood Feud⁠(d)"                                         | David Silverman | George Meyer                    | 11 iulie 1991     | 7F22 | 17.3 |
| Când Dl. Burns se îmbolnăvește și are nevoie disperată de o transfuzie de sânge, Homer descoperă că Bart are grupa de sânge compatibilă cu cea a domnului Burns. Homer își îndeamnă fiul să doneze sânge, promițându-i că vor fi răsplătiți regește. După ce primește sângele necesar, Burns trimite familiei Simpson o simplă felicitare. Înfuriat, Homer îi scrie un răspuns jignitor, dar Marge îl convinge în ultimul moment să nu-l trimită; totuși, Bart, fără să știe de decizia părinților săi, trimite scrisoarea prin poștă. Domnul Burns este înfuriat de conținutul scrisori și cere ca Homer să fie bătut. Smithers anulează ordinul, spunându-i șefului său că nu astfel îi mulțumești persoanei care ți-a salvat viața, și îl convinge pe Burns să le cumpere un cadou. |    |                                                         |                 |                                 |                   |      |      |